# پادشاه سوجی
پادشاه سوجی (۴۷۹ میلادی تا ۵۰۰ میلادی) (هانگول: 소지 마립간) (هانجا: 炤智麻立干) بیست و یکمین پادشاه شیلا یکی از سه امپراتوری کره بود.